# Liste der Monuments historiques in Arcis-sur-Aube
Die Liste der Monuments historiques in Arcis-sur-Aube führt die Monuments historiques in der französischen Gemeinde Arcis-sur-Aube auf.

## Liste der Immobilien
| Bezeichnung              | Beschreibung                                                                               | Standort                      | Kennzeichnung | Schutzstatus | Datum | Bild           |
| ------------------------ | ------------------------------------------------------------------------------------------ | ----------------------------- | ------------- | ------------ | ----- | -------------- |
| Château d’Arcis-sur-Aube | Schloss, erste Hälfte des 18. Jahrhunderts; mit den zwei Türmen und Teilen der Ausstattung | Place des Héros (Lage)        | PA00078017    | Inscrit      | 1983  | weitere Bilder |
| Kirche St-Étienne        | aus dem 16. Jahrhundert                                                                    | Place de la République (Lage) | PA00078018    | Classé       | 1840  | weitere Bilder |

## Liste der Objekte
| Bezeichnung                          | Beschreibung                                                                   | Standort                        | Kennzeichnung | Schutzstatus | Datum | Bild |
| ------------------------------------ | ------------------------------------------------------------------------------ | ------------------------------- | ------------- | ------------ | ----- | ---- |
| Skulptur Heiliger Jakobus der Ältere | Holz, farbig gefasst, 16. Jahrhundert; 1940 zerstört                           | in der Kirche St-Étienne (Lage) | PM10000031    | Classé       | 1908  |      |
| Skulptur Madonna mit Kind            | Kalkstein, farbig gefasst, 14. Jahrhundert; aus der Kirche St-Roch in Ramerupt | in der Kirche St-Étienne (Lage) | PM10001691    | Classé       | 1913  |      |
| Zwei Kirchenfenster                  | mit Szenen aus dem Marienleben und dem Leben Christi, 16. Jahrhundert          | in der Kirche St-Étienne (Lage) | PM10000030    | Classé       | 1840  |      |
| Gemälde Christus vor Pilatus         | Ölfarbe auf Holz, 16. Jahrhundert; 1940 zerstört                               | in der Kirche St-Étienne (Lage) | PM10000032    | Classé       | 1908  |      |